# Seigneur de Man

Armes de l’Île de Man.

Le seigneur de Man (Chiarn Vanninagh en mannois) est le chef d'État de l'île de Man. L'actuel seigneur de Man est Charles III, le roi du Royaume-Uni de Grande-Bretagne et d'Irlande du Nord.

## Formes
En langue anglaise, le titre reste invariablement Lord of Mann et n’accepte pas la forme féminine Lady. La reine Élisabeth était donc Lord of Mann. Néanmoins, durant son règne, la reine Victoria était dénommée Lady of Mann.
En latin, la forme du titre est Dominus Manniae.

## La notion de seigneur de Man aujourd’hui
Concrètement, l’emploi de ce titre pour désigner le roi du Royaume-Uni est erroné, car le titre de seigneur de Man (et, auparavant, de roi de Man) existait dans le cadre d’une féodalité par rapport à la Couronne du Royaume-Uni (de Grande-Bretagne avant 1801, d’Angleterre avant 1707), et n’était pas associé à une souveraineté absolue. C’est pour cette raison qu’on utilise, sur l’île de Man, l’expression The King, Lord of Mann (« Le roi, seigneur de Man »), pour désigner Charles III.